# Emil Pažický
Emil Pažický (14. října 1927 Považský Chlmec – 21. listopadu 2003 Bratislava) byl slovenský fotbalista, československý reprezentant a účastník mistrovství světa roku 1954 ve Švýcarsku (nastoupil v obou zápasech základní skupiny, s Uruguayí i Brazílií). Za československou reprezentaci odehrál 18 zápasů a v nich dal 7 gólů.
Jeho mladší bratr Vladimír Pažický byl také prvoligovým fotbalistou, v ročníku 1953 (hrán systémem jaro–podzim) hráli společně za bratislavský Slovan.

## Fotbalová kariéra
V československé lize vybojoval tři mistrovské tituly se Slovanem Bratislava (tehdy nesoucím název Sokol Národné výbory Bratislava) v sezonách 1949, 1950 a 1951 (všechny hrány systémem jaro–podzim). Byl pilířem tehdejšího týmu, který jako první dokázal prolomit hegemonii pražských klubů. V ročníku 1955 byl nejlepším střelcem československé ligy. Celkem vstřelil 124 prvoligové góly a je tak členem Klubu ligových kanonýrů. V lize odehrál 251 zápasů. V Poháru mistrů evropských zemí nastoupil ve 4 utkáních a dal 2 góly.

## Prvoligová bilance
| Ročník          | Zápasy | Góly | Minuty | Klub                      |
| --------------- | ------ | ---- | ------ | ------------------------- |
| I. liga 1945/46 | –      | 0    | –      | ŠK Žilina                 |
| I. liga 1946/47 | –      | 16   | –      | ŠK Žilina                 |
| I. liga 1947/48 | –      | 8    | –      | ŠK Žilina                 |
| I. liga 1948    | –      | 3    | –      | Sokol NV Bratislava       |
| I. liga 1949    | –      | 18   | –      | Sokol NV Bratislava       |
| I. liga 1950    | –      | 1    | –      | Sokol NV Bratislava       |
| I. liga 1950    | –      | 4    | –      | ATK Praha                 |
| I. liga 1951    | –      | 10   | –      | ATK Praha                 |
| I. liga 1952    | –      | 9    | –      | Sokol NV Bratislava       |
| I. liga 1953    | 13     | 9    | –      | DŠO Slovan ÚNV Bratislava |
| I. liga 1954    | 22     | 9    | 1 935  | DŠO Slovan ÚNV Bratislava |
| I. liga 1955    | 11     | 11   | 990    | DŠO Slovan ÚNV Bratislava |
| I. liga 1955    | 11     | 8    | 990    | DŠO Iskra Žilina          |
| I. liga 1956    | 11     | 4    | 990    | DŠO Slovan ÚNV Bratislava |
| I. liga 1957/58 | 11     | 3    | 990    | TJ Slovan ÚNV Bratislava  |
| I. liga 1958/59 | 19     | 2    | 1 604  | TJ Slovan ÚNV Bratislava  |
| I. liga 1959/60 | 18     | 8    | 1 297  | TJ Slovan ÚNV Bratislava  |
| I. liga 1960/61 | 8      | 1    | 412    | TJ Jednota Trenčín        |
| CELKEM          | 251    | 124  | –      |                           |